# Flodbädd

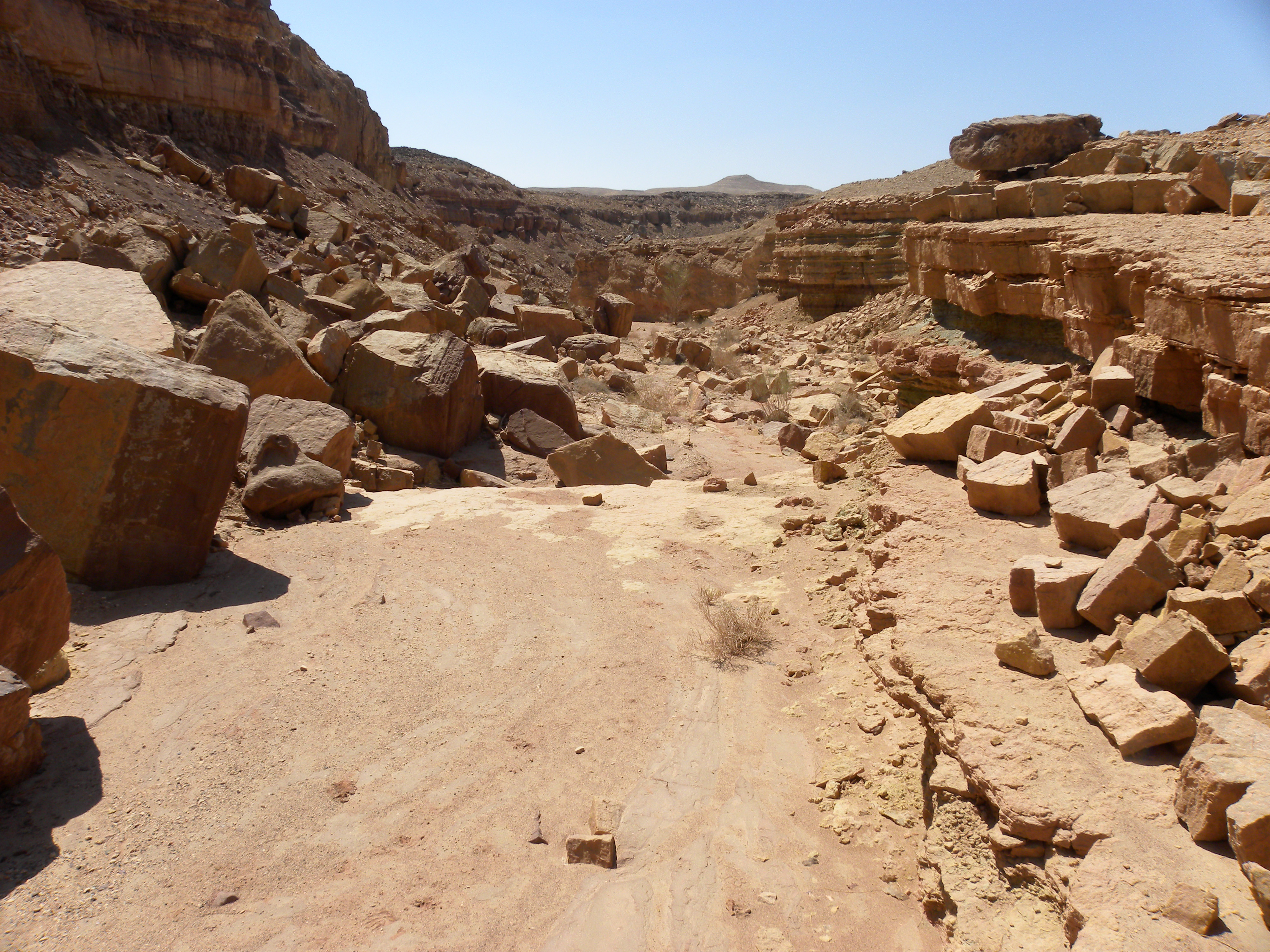
Wadi, Negev, Israel

En flodbädd är den fysiska begränsningen (botten och sidor) av den naturliga kanal eller ränna som en flod, älv, å eller bäck rinner i. De normala begränsningarna i sida är flodens stränder, bankar. Vid onormalt stort vattenflöde kan floden svämma över sina bankar, eller bräddar, och fylla ut en del av sin bassäng eller bäcken, dvs. det vanligtvis flacka eller dalformiga landområde som omger floden. Levéer kallas de vallar som bildas på flodbankerna av flodens sediment om den svämmar över. Var gränserna går mellan vad som är flodens botten, bank och omgivande bäcken, beror på det normala vattenflödet, och kan definieras genom att studera den typ av vegetation som trivs på respektive område.
Även om ingen flod längre rinner längre, kan flodbädden finnas kvar lång tid och kännas igen genom sin uppbyggnad av sten och sand m.m.  Många flodbäddar i ökenartade områden vattenfylls endast vid något tillfälle varje år, eller inte ens så ofta. En sådan flodbädd kallas wadi.